# Helü av Wu
Helü (förenklad kinesiska: 阖闾, traditionell kinesiska: 闔閭) var kung av den antika kinesiska staten Wu (förenklad kinesiska: 吴, traditionell kinesiska: 吳) 514-496 f.Kr. Han var från början känd under namnet prins Guang Zung Fu (kinesiska: 光) och härskade under slutet av vår- och höstperioden. 
Då han ville döda kung Liao av Wu och överta tronen själv fick han snart en medhjälpare i Zhuan Zhu. När denne hade lyckats med mordet 515 f.Kr. uppsteg prinsen på staten Wus tron och blev kung Helü. Kungen utnämnde Wu Zixü (kinesiska: 伍子胥) (död 484 f.Kr.), som hade rekommenderat Zhuan Zhu till honom, att formge och leda byggandet av den "stora staden", som skulle komma att bli dagens Suzhou (förenklad kinesiska: 苏州, traditionell kinesiska: 蘇州). 
506 f.Kr. inledde kung Helü tillsammans med Wu Zixü och Sun Zi (förenklad kinesiska: 孙子, traditionell kinesiska: 孫子, pinyin: Sūnzǐ), författaren till Krigskonsten, ett stort fälttåg mot staten Chu. De gick segrande ur fem fältslag, av vilka ett var slaget vid Baiju, och erövrade huvudstaden Ying (kinesiska: 郢). Hans son, kung Fuchai av Wu, efterträdde honom 495 f.Kr.